# Crange
Crange is een voormalige gemeente en deel van Stadtbezirk Wanne, in de Duitse stad Herne. De plaats is met Huis Crange verbonden. 1484 werd Crange een Burgfreiheit.
De gemeente Crange werd in 1905 bij Wanne gevoegd, en in 1926 werden Wanne en Eickel verenigd in Wanne-Eickel. In 1975 kwam Wanne-Eickel bij Herne.
Tegenwoordig is de Cranger Kirmes aan het Rijn-Hernekanaal met gemiddeld 4 miljoen bezoekers de grootste jaarlijkse publiekstrekker van de plaats, en zelfs het grootste volksfeest van Noordrijn-Westfalen.

Historische gebouwen in Herne-Crange
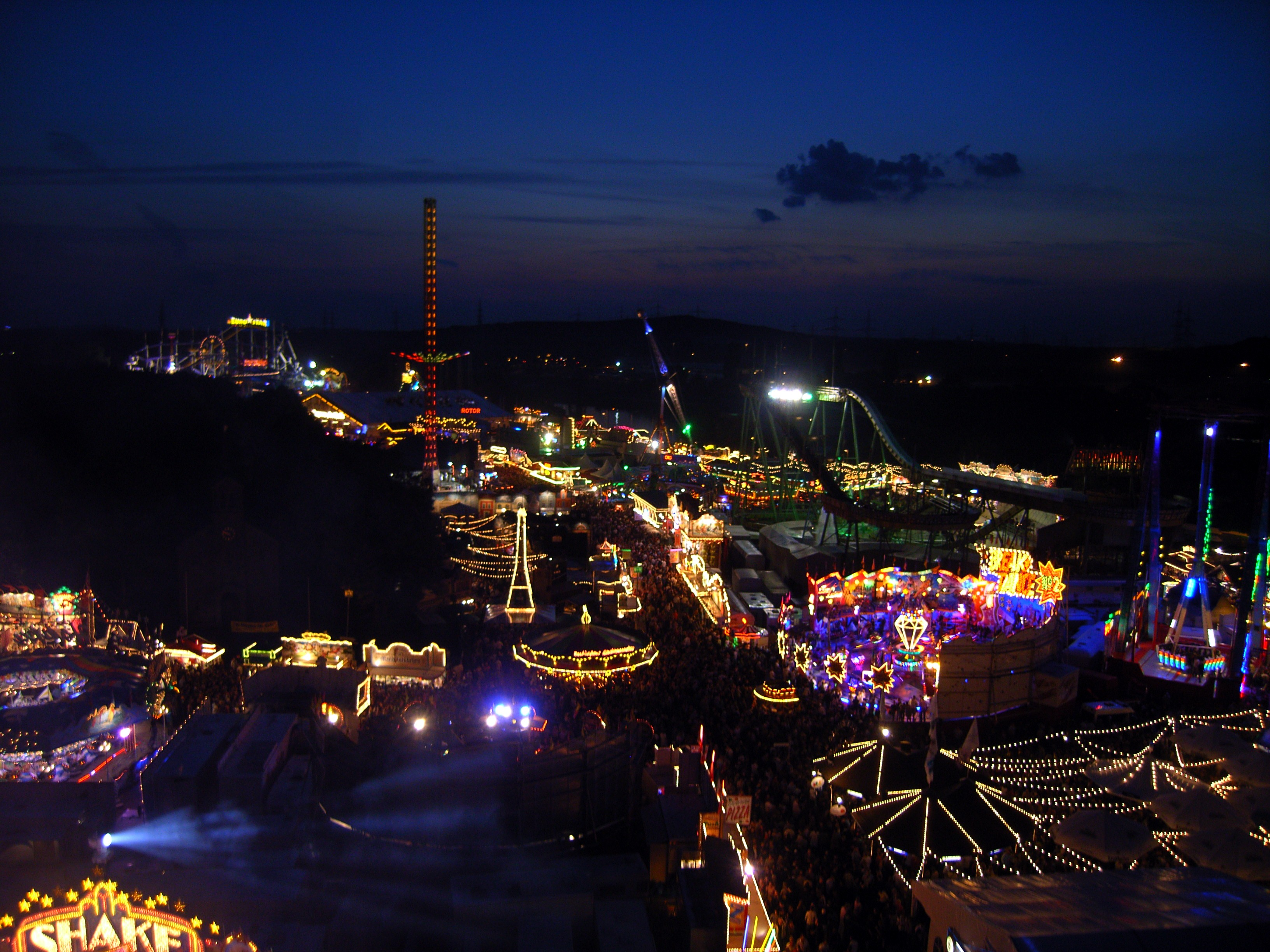
Cranger Kirmes 2007